# Nicolas Froment

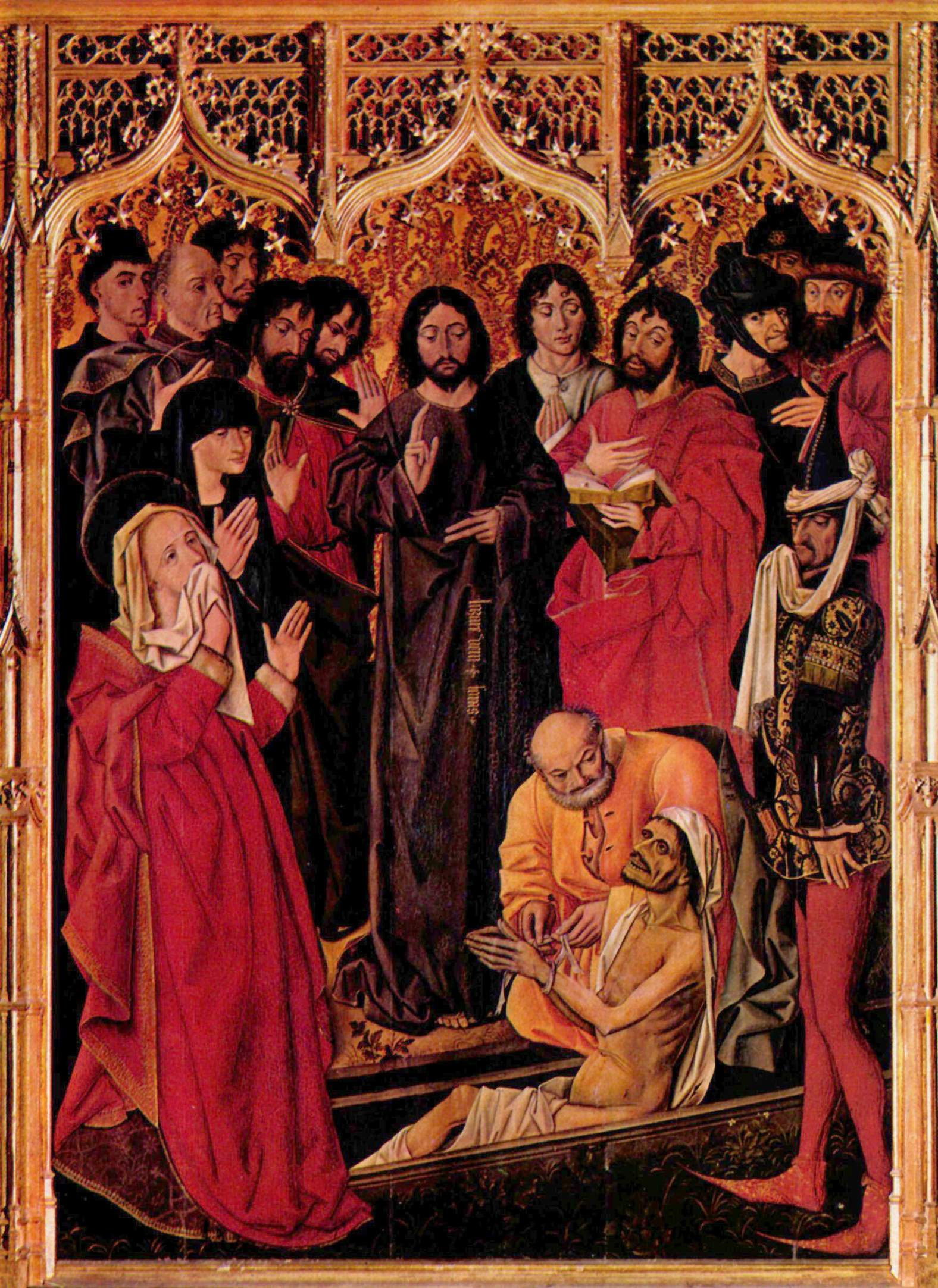
"Kristus uppväcker Lasaros" (målad av Froment 1461, numera bevarad på Galleria degli Uffizi i Florens).

Nicolas Froment, född cirka 1435, död cirka 1486 i Avignon, var en provensalsk målare under ungrenässansen.
Hans huvudarbeten är ett 1461 signerat altarverk med Lazarus uppväckande, nu i Uffizierna, Florens, och ett ståtligt, färgglänsande altarskåp från 1475 i katedralen i Aix, vars mittbild visar legenden om madonnan, som i en brinnande törnrosbuske visar sig för en herde, och vars flyglar innehåller porträtt av kung René och hans gemål.